# جان مدینا
جان مدینا (به انگلیسی: John Medina) بیولوژیستِ مولکولی مغز کودکان (بیولوژیستِ مولکولیِ رشد، developmental molecular biologist) است که به تحقیق در ایزولاسیون (جدا کردن یک ژن از سایر ژن‌ها) و کاراکتریزاسیون (کشف مشخصات و خصوصیات اصلی آن ژن) در فرایند رشد مغز انسان و تأثیر ژن‌ها در ایجاد اختلالات روانی علاقهٔ حرفه‌ای خاصی دارد. مدینا بیشتر عمر حرفه‌ای خود را به عنوان مشاور تحقیقِ تحلیلگر مشغول انجام وظیفه بوده است و موضوعات تحقیقاتی او بیشتر دربارهٔ سلامت روانی بوده‌اند.
او مدیرِ مؤسس انستیتوی تحقیقاتی تالاریس (Talaris Research Institute) بوده است. این انستیتو از محققان فعالی مثل پاتریشیا کهل و جان گاتمن حمایت و ساپورت به عمل می‌آورد. مدینا تا سال ۲۰۰۶ انستیتو تالاریس را مدیریت کرد و اکنون مدیر مرکز تحقیقات مغزی برای مطالعات در زمینهٔ یادگیریِ کاربردی (applied learning) است. این مرکز تا کنون کارهای زیادی انجام داده است، از جمله خلق محیط‌های یادگیری (learning environments) در پارک- باغ وحش وودلُند (Woodland Park Zoo). او همچنین استاد دانشگاه واشینگتون در رشتهٔ مهندسی ژنتیک است.
جان مدینا تا کنون ۹ کتاب نوشته است که جدیدترین آنها Brain Rules for Baby است.